# Cimbalo
Il cimbalo è un particolare registro dell'organo.

## Struttura
In ambito organistico, il cimbalo è un registro di mutazione composta costituito da una mistura acuta, propria della tradizione organaria tedesca e francese, solitamente dotato di un numero di file di canne compreso fra due e sei. Secondo Peter Williams la sua origine risale all'antico blockwerk, un tipo di organo medioevale. Benché William Leslie Sumner sostenga che il cimbalo contenesse originariamente solo file di canne accordate per ottave, William sostiene che, invece, le canne dei primi registri di cimbalo fossero accordate per terze.
Il cimbalo è anche, negli organi francesi, una componente del Plein Jeu, progettato appositamente per suonare insieme alla fourniture, ad eccezione degli strumenti più piccoli, dove è presente solamente il cimbalo. Il cimbalo francese contiene solo ottave e quinte, mai file di terze, ed è sempre dotato dello stesso numero o di un numero inferiore di canne rispetto alla fourniture. 
È anche conosciuto come cymbale /sɛ̃ˈbal/ in Francia e come Zymbel o Zimbel in Germania. Non è da confondere con lo Zimbelstern (o Cymbelstern), una sorta di campanelli automatici azionabili come un comune registro.